# Manuel de Benavides y Aragón
 Manuel de Benavides y Aragón  (Palermo, 6 de enero de 1683-Madrid, 11 de octubre de 1748), X conde y luego I duque de Santisteban del Puerto fue un aristócrata que sirvió a la Real Casa Española. 

## Vida y familia
Hijo de Francisco de Benavides Dávila y Corella,  IX conde de Santisteban del Puerto y de Francisca de Aragón y Cardona, su padre había obtenido la Grandeza en 1696 y en Palermo, donde ejercía como virrey de Sicilia nació Manuel.
Ya muy joven se le adscribió a la servidumbre de  Felipe V comenzando su franca intimidad con este monarca.  
El 21 de diciembre de 1707 contrae matrimonio con Ana Catalina de la Cueva y Arias de Saavedra, IX condesa de Castellar, hija de Baltasar de la Cueva y Enríquez de Cabrera, de la familia de los poderosos  duques de Alburquerque, lo que contribuye a consolidar, aún más si cabe, su posición en la Corte española. En 1716 fallecerá su padre, sucediéndole en sus dignidades nobiliarias.
En 1721 se le nombra caballerizo mayor del Príncipe de Asturias  Luis. En la práctica actuará como caballerizo principal dadas las prolongadas ausencias del caballerizo mayor titular duque del Arco.
Al ocupar el hijo del rey, infante Carlos el trono de Nápoles en 1734, Santisteban acudirá, por consejo de la reina Isabel de Farnesio, como tutor del joven monarca y será su principal ministro hasta que caiga en desgracia en 1738, año en que regresará a Madrid.
Ese año, el rey lo nombrará su caballerizo mayor, puesto vacante desde el fallecimiento de Arco el año anterior. 
Igualmente,  el 20 de agosto de 1738 le manifestará su real aprecio al elevar por Real Cédula a ducado el condado de Santisteban. 
Ocupará el puesto de Caballerizo hasta que el nuevo Monarca Fernando VI le admita la renuncia en 1746.